# Катастрофа Boeing 727 в Аккре
Катастрофа Boeing 727 в Аккре — авиационная катастрофа, произошедшая 2 июня 2012 года. Грузовой самолёт Boeing 727-221F авиакомпании Allied Air совершал плановый рейс DHV111 по маршруту Лагос—Аккра, но после посадки в пункте назначения выкатился за пределы взлётной полосы аэропорта Аккры, пробил ограждение аэропорта, выкатился на городскую улицу и врезался в микроавтобус. Погибли все 10 человек в микроавтобусе, все 4 члена экипажа самолёта получили ранения.